# Uraeginthus ianthinogaster
Uraeginthus ianthinogaster е вид птица от семейство Estrildidae.

## Разпространение
Видът е разпространен в Етиопия, Кения, Сомалия, Судан, Танзания, Уганда и Южен Судан.